# Герван
Герван (англ. Girvan) — портовый город в Шотландии, в округе Саут-Эршир.

## География
Город Герван находится на западном побережье Шотландии, в 33 километрах южнее города Эр. в месте впадения в океан реки Уотер оф Герван. Автострадой А77 Герван связан с Эйром и рядом других населённых пунтктов Шотландии.

## История
Основан как город в 1668 году. В конце XVIII — первой половине XIX столетия основными занятиями горожан было рыболовство, изготовление обуви, производство тканей. Подведение к Гервану ветки железной дороги в 1860 году дало толчок хозяйственному развитию в районе Гервана. В настоящее время в городке работают три фабрики по производству виски (сорта Grain Whisky, Malt Whisky и др.).
В XVI столетии близ Гервана в пещере, находящейся южнее городка, проживал со своим кланом легендарный убийца и каннибал Соуни Бин.

## Города-партнёры
- Торси (Франция)

## Галерея

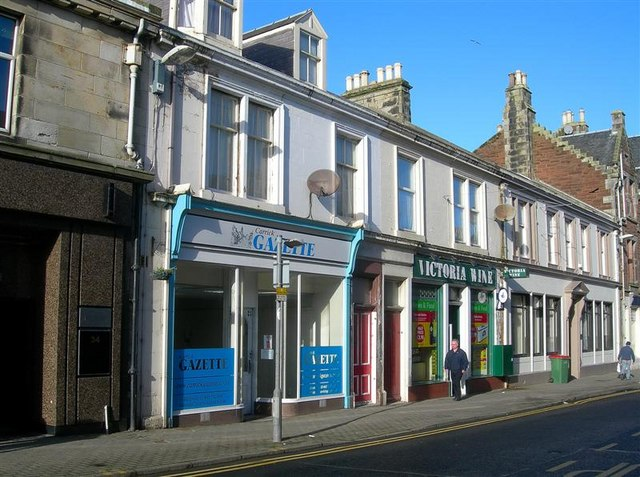
Герван, на Далримпл-Стрит
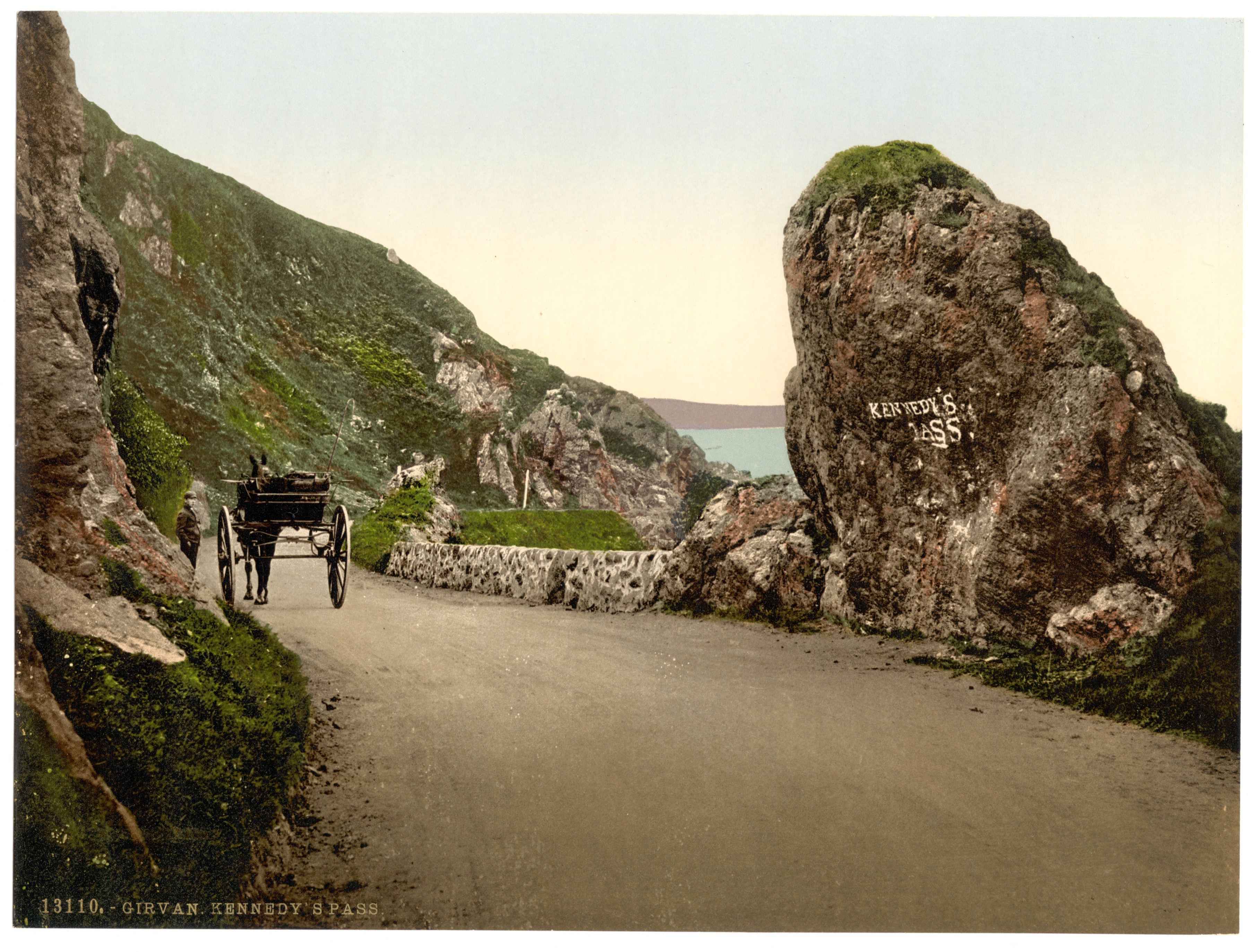
Герван, перевал Кеннеди
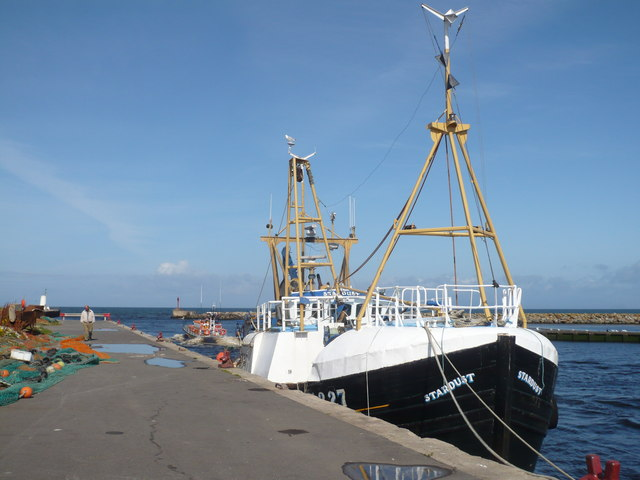
Суда в порту
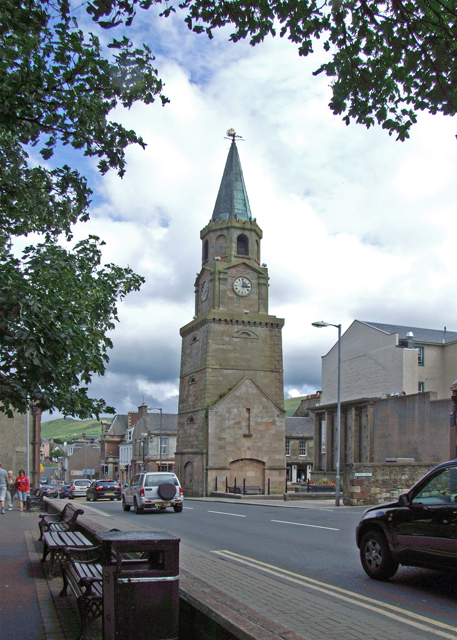
Стампи-Тауэр